# Mário Neme
Mario Abdo Neme (Piracicaba, 2 de maio de 1912 – São Paulo, 13 de março de 1973) foi um escritor, intelectual e museólogo brasileiro.
Foi filho de Abdo Neme e de Missera Miguel Neme, sua família tinha ascendência libanesa. Foi casado duas vezes, a primeira com Amábile Cenedese Neme e a segunda vez com Lícia Maria Neme. Não teve filhos. Os registros de sua vida privada são raros, o que se sabe sobre o intelectual é resultado de pesquisa na sua vida pública (seja em trabalho ou sua rede social) e em suas obras, que vão desde artigos jornalísticos a contos, e livros sobre a história do Brasil.

## Formação e começo da carreira
Mario Neme participou do Grupo Escolar Morais de Barros no Ateneu Piracicabano e atendeu às Escolas de Comércio Morais de Barros e Cristóvão Colombo; também frequentou a Escola Superior de Agricultura Luiz de Queiroz - Esalq (onde seu nome consta em duas listas de comícios feitos no interior pelo Partido Constitucionalista, do qual ele era militante e participou, desde sua criação, de seu Grêmio Estudantino), embora nunca tenha concluído sua formação acadêmica - não tendo assim uma formação específica como era costume de uma "nova geração" de intelectuais (época em que a produção universitária se firmava na capital com a criação da USP, em 25 de janeiro de 1934), foi autodidata como os intelectuais antigos.

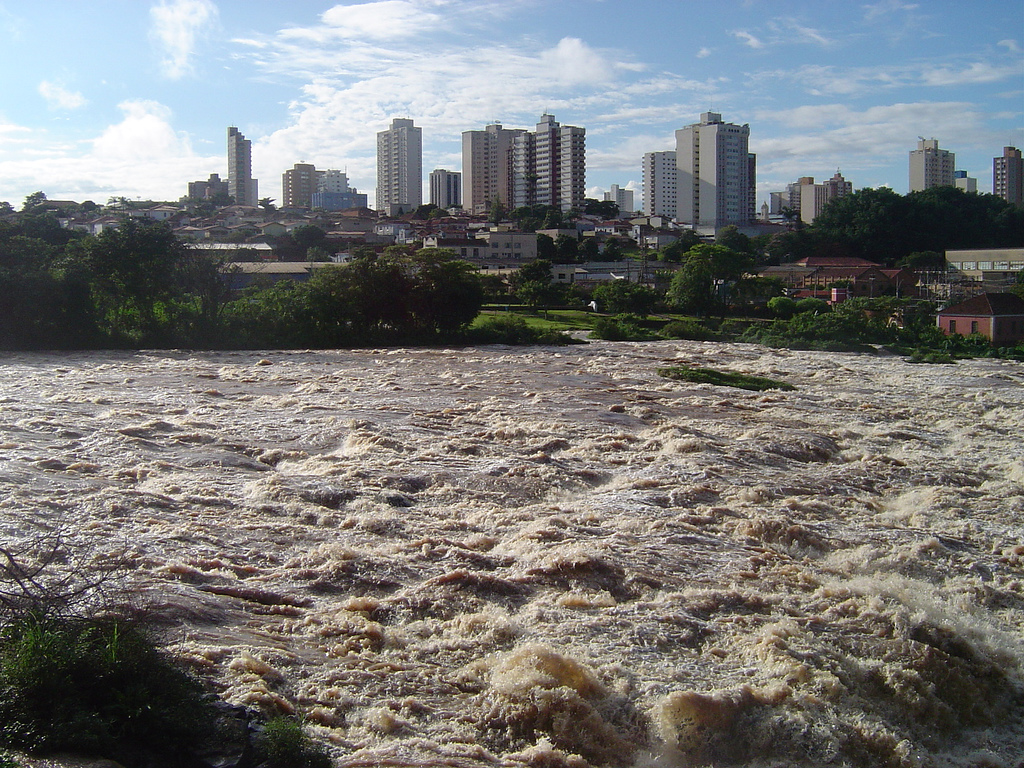
Piracicaba

Enquanto ainda em Piracicaba, deu início a sua carreira como jornalista; em 1927 começou a escrever para o periódico A Gazeta, sob o pseudônimo de Dr. Salim, daí o apelido. Ao mesmo tempo escreveu em outros jornais menores e participou da criação de publicações que tiveram vida efêmera. Aos 24 anos, mudou-se para São Paulo em 1936; apesar de logo ter circulado por jornais como O Correio de São Paulo, Última Hora e Jornal da Manhã e se fixado n'O Estado de S. Paulo (onde permaneceu como colaborador por 32 anos, até um ano antes de seu falecimento), o labor jornalístico não era suficiente sozinho para constituir sua renda, por isso o piracicabano não demorou para prestar o concurso para a vaga de "Escrituário da Câmara Municipal Paulistana". Ainda em 1936, Neme escreveu seu primeiro livro: "Piracicaba, documentário", que contava a história da sua terra natal, seu crescimento, sua agricultura, relacionando a geografia com o saber histórico; foi baseado nesse livro que depois ele reuniu material para escrever artigos para a Revista do Arquivo Nacional.
Um ano depois, em meio ao Golpe de 1937, foi chamado para fazer parte da "Divisão de Documentação Histórica e Social da Prefeitura" (qual tinha sido responsável pelo direcionamento de seus artigos para a Revista do Arquivo Nacional), onde foi encarregado do Boletim Bibliográfico da Biblioteca Municipal de São Paulo e da Revista do Arquivo Municipal (criada para divulgar documentos do Arquivo Público Municipal de São Paulo principalmente sobre o período colonial e imperial), até então dirigida por Mário de Andrade. Neme, depois dessa experiência, não deixou o setor de cultura e patrimônio, passando mais tarde pelo Arquivo Público, a Casa do Bandeirante e Junta Coordenadora de Museus.

## Contos e afinidade pelas letras
Fora seus escritos como jornalista e historiador, Neme também escrevia contos que foram publicados, separadamente, em periódicos da época como também reunidos em dois livros: "Donana Sofredora" e "Mulher que sabe latim...". O primeiro, publicado em 1941, compôs a Coleção Caderno Azul da Editora Guaíra, e o segundo foi publicado em 1944 pela editora Flama.
Ambos os livros compartilham da presença de São Paulo em sua temática, de uma cidade em construção, de uma capital que estava se expandindo; o que pode ser bem ilustrado pelo trabalho do fotógrafo Werner Haberkorn, principalmente observando suas séries fotográficas em torno do Vale do Anhangabaú. Os temas ligados à grande cidade como as distâncias físicas, as condições de vida nas pensões e a fome aparecem na maioria de seus contos, assim como a colocação de si mesmo como uma personagem; que pode ser observado no em "Donana Sofredora", pelo seu caráter autobiográfico.
No livro, o primeiro conto, homônimo à obra, se passa na cidade de São Paulo e traz Donana como personagem principal; uma dona de casa que se questiona sobre o que seu marido Chiquinho gostaria de comer no jantar, enquanto ela se tortura com a dúvida sua filha Nicota caçoa de seu jeito de falar popular, vindo do interior, com vícios e erros de linguagem. Apesar da vergonha que Donana passa com as implicações e correções da filha, seu maior sofrimento continua sendo a dúvida sobre o jantar de Chiquinho. Aqui voltamos para o que foi citado antes sobre a presença da capital paulistana nos contos de Neme, em Donana ela aparece em um diálogo com o interior, mostrando como aqueles que vinham de lá sofriam preconceitos, dos nativos da capital, por como se expressavam.
Já em "Mulher que sabe latim..." (livro composto por dez contos ambientados na capital paulistana), o conto que inicia a obra e lhe dá nome - "Mula que faz him, mulher que sabe latim..." - conta sobre a vida nas pensões através da personagem Ernestina, sob a narração de uma terceira pessoa, um homem; o leitor acompanha Ernestina por várias de suas "ações reprováveis" no que Neme pretendia fazer uma observação sobre a baixeza do homem e fraqueza das relações feitas por interesse, assim como mostrar a vida nas pensões, em uma cidade que crescia e recebia cada vez mais pessoas, mas não sabia onde colocar todos esses indivíduos que não podiam comprar uma casa só para si. Ainda na sua vida dedica às letras, Mario Neme, participou, em 1942, da fundação da ABDE (Associação Brasileira de Escritores), que depois se tornaria UBE (União Brasileira de Escritores) com a fusão à Sociedade Paulista de Escritores, sendo secretário da mesma por alguns anos. Envolvidos com a ABDE estavam nomes como Sérgio Buarque de Holanda, Antonio Candido e Oswald de Andrade, além daqueles creditados como "principais líderes": Sérgio Milliet e Mário de Andrade.  A Associação realizou encontros importantes como o Congresso Paulista de Escritores, ocorrido em 1946 e 1952, e o Congresso Internacional de Escritores e Encontros Intelectuais, ocorrido em 1954.

### Escritos historiográficos de Mario Neme
Nos seus trabalhos historiográficos, Neme mostra uma comunicação com a Academia pela quantidade de fontes e bibliografia indicadas para pesquisa, como também no sentido que suas obras têm uma preocupação metodológica, de mostrar como foram feitas as análises e buscas, antes de apresentar o conteúdo escrito propriamente. Isso pode ser evidenciado em seu livro de 1943 "História da Fundação de Piracicaba", que eventualmente tornou-se uma referência para os estudos historiográficos da cidade do interior paulista. O livro parte do aparecimento do primeiro povoador na região até a criação da vila que se tornaria Piracicaba, compreendendo o período de 1725 a 1822.

## A plataforma da nova geração
Elaborado como uma série de inquéritos para o Jornal O Estado de S. Paulo, foi publicada em livro, depois em 1945, a chamada Plataforma da Nova Geração; projeto dirigido por Mario Neme, e que tenha sido, talvez, o de maior notabilidade. Eram ao todo 29 intelectuais da "nova geração" (que estavam por volta dos seus trinta anos), entrevistados sobre política e cultura, em meio ao declínio do Estado Novo, que havia colocado barreiras à liberdade de imprensa e expressão, não impedindo, no entanto que fosse perceptível nas entrevistas a oposição ao governo de Getúlio Vargas. O escritor piracicabano descreveria a Plataforma como:
"uma espécie de definição dos princípios, das ideias e dos pontos de vista pelos quais se batem e se norteiam os moços escritores brasileiros, num momento da História em que quase todos os povos do mundo se batem numa luta decisiva." (NEME, 1945, p. 07).
A cada intelectual eram colocados seis itens que deveriam responder a um eixo de quatro questões que, segundo o próprio Neme, seriam: "se os escritores moços do Brasil de hoje tem ou não consciência dos problemas mais orgânicos da cultura brasileira"; "qual o nível e o clima intelectual em que se colocam suas preocupações mais sérias"; qual "a qualidade de sua formação cultural, já universitária, já autodidática"; e por último, "o que se pode esperar dos moços de hoje no campo da arte, da ciência e das ideias."

## IV Centenário da Cidade de São Paulo

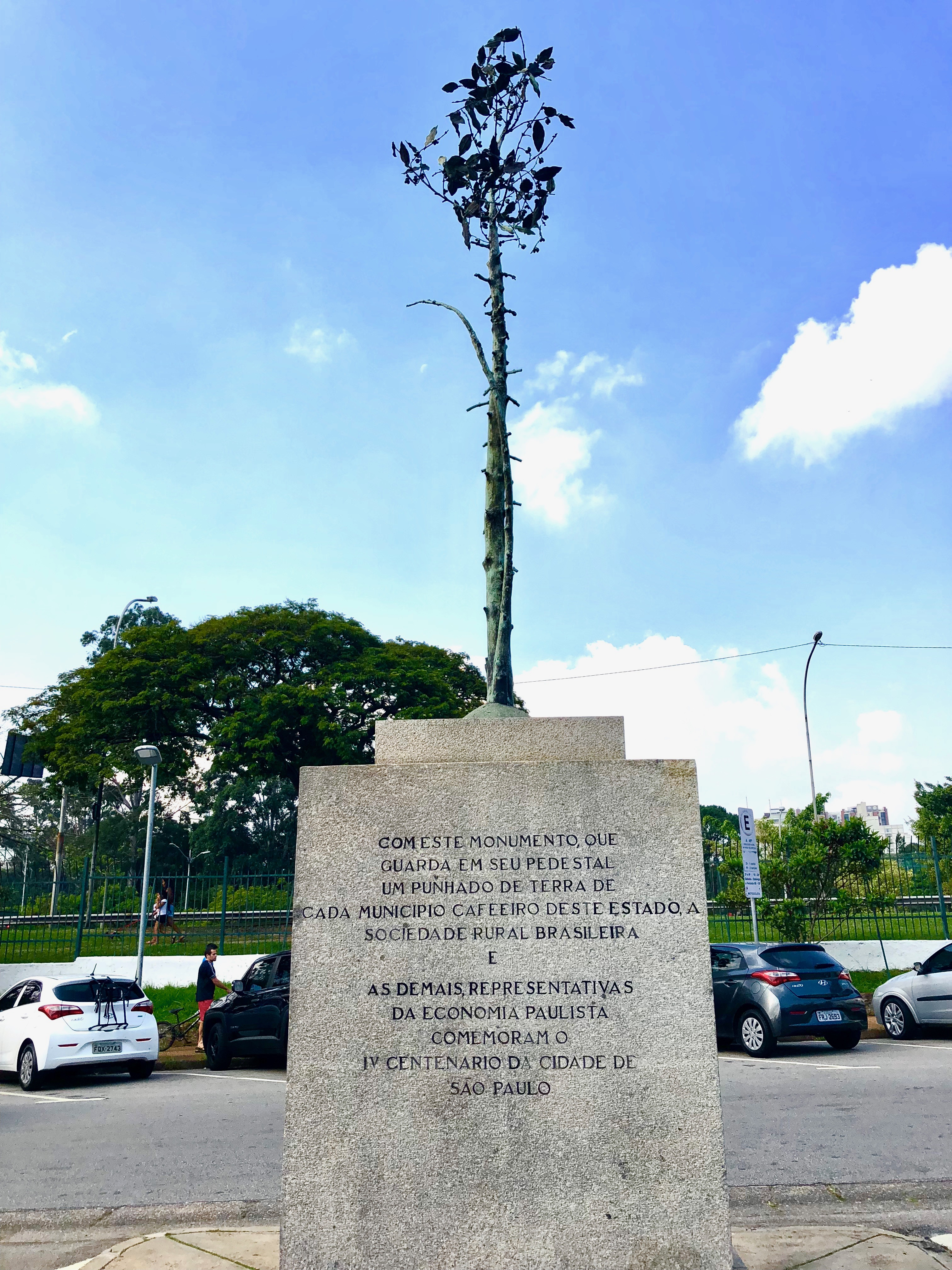
Monumento ao IV centenário da cidade de São Paulo

Em 1952, Mario Neme foi designado para participar da Comissão responsável pela comemoração e exposição do IV Centenário da Cidade de São Paulo; o grupo havia sido assemblado em 1951 e tinha como presidente Francisco Matarazzo Sobrinho, responsável por escolher o curador chefe da exposição, que viria a ser o português Jaime Cortesão, exilado do governo Salazarista no Brasil, morando no Rio de Janeiro. A Comissão precisava de uma ligação direta com a administração pública, então Neme (funcionário público municipal) foi encaminhado para tal, como assistente direto do português.
Porém, no ano de 1953, Cortesão foi para a Europa com o intuito de pesquisar obras que pudessem fazer parte da Exposição, com isso Neme teve mais uma função delegada a ele, a de cuidar junto com Cortesão da organização da exposição, além das funções burocráticas e administrativas que ele já desempenhava como assistente. Agora, ele se comunicava diretamente com Ciccillo Matarazzo, e foram chamados para auxiliá-lo, Helio Damante e Ernani da Silva Bruno, dois historiadores locais. Pelas correspondências trocadas entre os membros da comissão conseguimos ter alguma ideia da dimensão de suas atividades, principalmente se levarmos em conta a quantidade de livros de história publicados posteriormente à exposição (de suas pesquisas para a exposição nasceu o livro "Notas de revisão da História de São Paulo", de 1959, e alguns artigos publicados nos Anais do Museu Paulista).
A comemoração do IV Centenário da Cidade de São Paulo foi um grande empreendimento sociocultural, contando com chuvas de prata na cidade, espetáculos de teatro e ballet e a construção do Parque do Ibirapuera, sede da Exposição arquitetada por Jaime Cortesão e Mario Neme, inaugurada no dia 13 de setembro de 1954, dando início ao costume de grandes exposições naquele espaço.

## Diretor do Museu Paulista

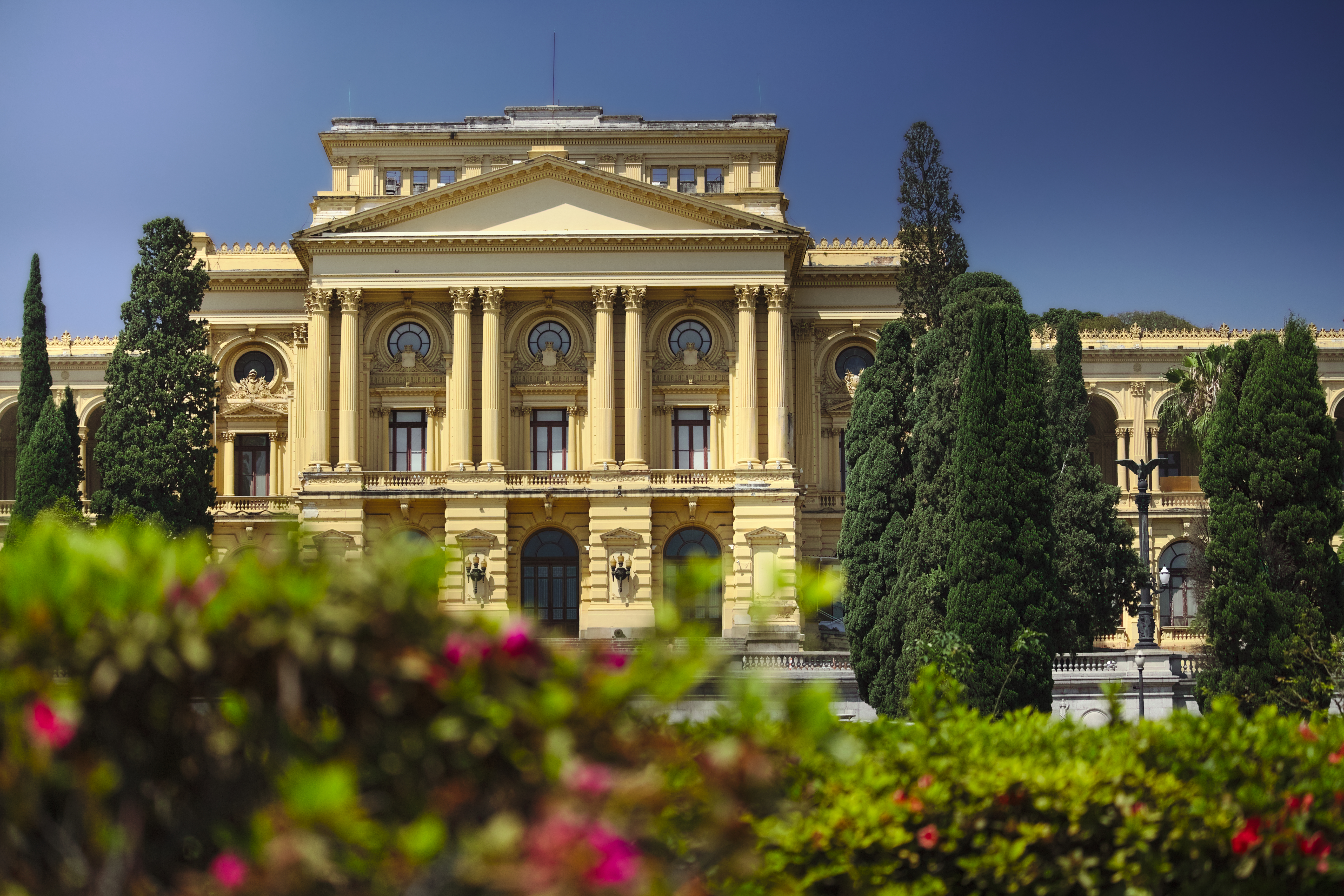
Museu do Ipiranga

Em 09 de fevereiro de 1960, Mario Neme foi empossado diretor substituto do Museu Paulista. Ele recebe o museu junto com uma série de problemas não resolvidos pela gestão anterior, do antropólogo/etnólogo, Herbert Baldus. Entre eles estavam a frequentação baixa e estagnação de uma década da publicação dos Anais do Museu (logo que assume a direção, Neme solicita verbas para resolver este problema).
Em 1962, um curso de Museologia começou a tomar forma nas dependências do Museu; uma ideia já planejada em outras gestões porém nunca colocada em prática até a direção do piracicabano. O curso (como o ministrado pela  professora Emilia Viotti da Costa de Introdução aos Estudos Históricos) era para ser uma extensão universitária para alunos e licenciados, não somente, mas principalmente, em Filosofia, Ciências e Letras. No mesmo ano é efetivada a aquisição do Arquivo Aguirra, iniciada no ano anterior; a aquisição foi uma das feitas pelo Museu que comprava algumas peças e coleções e recebia outras por meio de doações. O Arquivo era composto por por uma “coleção de fichas, mapas, cadastros, livros, fotografias, entre outros itens".
Em 1963, o Museu Paulista é incorporado à USP (Universidade de São Paulo), depois de algumas solicitações, ou seja, transferido de órgão da Secretaria de Estado dos Negócios da Educação para um Instituto da Universidade. O intuito era disponibilizar para a pesquisa da comunidade científica o que o Museu tinha a oferecer, seu arquivo e espaço. E em conseguinte disponibilizar essas pesquisas à população, que viria com o ressurgimento das publicações nos Anais do Museu e a divulgação dos trabalhos feitos lá em diversos meios, o que também atraía público para o Museu. Também em 1963, é criado o setor de Arqueologia que faria parte depois do acervo do  Museu de Arqueologia e Etnologia da USP.
O Museu sob gestão de Mario Neme sofreu um acréscimo no número de visitações (mesmo considerando o começo da Ditadura Militar em 1964, que causou corte de verbas e a saída de pesquisadores da universidade que utilizavam o arquivo do museu para suas pesquisas; muitas atividades da Faculdade de Ciências e Filosofia começaram a ocorrer nas dependências do Museu), devido a uma junção de fatores entre eles a abertura do Museu todos os dias da semana com exceção da segunda-feira (quando ocorriam serviços internos), e o fato dele ter começado a atender escolas, que mostrava a preocupação do diretor na difusão do saber.   

## Homenagem
Em 2012, Mario Neme foi homenageado em sua terra natal pelo projeto "Legado das Letras Piracicabanas", que destaca personalidades nascidas lá que fizeram contribuição significativa para com a literatura nacional, tendo saraus literários e exposições todos os anos para homenagear escritores diferentes a cada ano. A exposição, exibida durante a Semana Erotídes de Campos, foi composta por 13 banners baseados no primeiro livro do escritor, "Piracicaba, documentário", que contavam sobre a história da cidade através de locais importantes para o município como a Igreja Nossa Senhora dos Prazeres, o Colégio Piracicabano, o Porto João Alfredo e a Santa Casa de Misericórdia. A exposição acontecida nos dias 9, 10 e 11 de outubro daquele ano foi sediada no Teatro Municipal "Erotides de Campos".

## Produção textual[1]
- Plataforma da Nova Geração - 1945
- África Negra - 1966
- História da fundação de Piracicaba - 1943
- Notas de revisão da História de São Paulo: século XVI - 1959
- Fórmulas políticas no Brasil Holandês - 1971
- Estudinhos brasileiros - 1947
- O primeiro colonizador de Piracicaba (em Revista Investigações) - 1952
- Piracicaba: documentário - 1936.

### Contos
- Donana Sofredora - 1941
- Mulher que sabe latim… - 1944
- Já é tarde, não? - 1959

### Revista Clima
- Ensaio sobre a comadre (Revista Clima, no. 02, jul) - 1941
- Carta de Mário Neme a Antonio Candido (Revista Clima, no. 09, abr) - 1942
- Mula que faz him. Mulher que sabe latim (Revista Clima, no. 09, abr) - 1942
- Dona Adelaide, como o nome indica (Revista Clima, no. 011, jul/ago) - 1942

### Revista Planalto
- “Caderno Azul” e outras cores também (Revista Planalto, no. 03, jun) - 1941.
- Pra começo de conversa (Revista Planalto, no. 04, jul) - 1941
- Teorismo, realidade e língua brasileira (Revista Planalto, no. 05, jul) - 1941
- Donana Sofredora. (Revista Planalto, no. 09, set) - 1941
- Infância e juventude de Prudente de Moraes (Revista Planalto, no. 011, out) - 1941.
- A mui infeliz senhora Amélia ou aquela que morreu de amor (Revista Planalto, no. 12, nov)
- Bilhetinho a Mário Donato acerca de língua brasileira e outras línguas (Revista Planalto, no. 13, nov) - 1941
- Cururu dos Paulistas. (Revista Planalto, no. 15, dez) - 1941
- Dona Marta e aquelas crianças com fome... (Revista Planalto, no. 18, fev) - 1942.

### Revista do Arquivo Municipal
- Piracicaba no século XVIII (Revista do Arquivo Municipal, vol. XLV, mar) - 1938
- Um município agrícola. Aspectos sociais e econômicos da organização agrária de Piracicaba (Revista do Arquivo Municipal, vol. LVII, mai) - 1939
- Pedro Luís. Notas para uma biografia (Revista do Arquivo Municipal, vol. LXIII, jan) - 1940.
- Fundação de Piracicaba (Revista do Arquivo Municipal, vol. LXVI, abr/mai) - 1940
- A acentuação na ortografia simplificada (Revista do Arquivo Municipal, vol. LXXIII, jan) - 1941

### Anais do Museu Paulista
- Anais do Museu Paulista (Tomo XV, p.IX-XI) - 1961
- Notas para uma teoria do comércio colonial Português.(Tomo XVII, p. 07-46) - 1963
- Utilização cultural de material de museu (Tomo XVIII, p. 07-62) - 1964
- O século XIX brasileiro (Tomo XIX, p. 07-09) - 1965
- A Holanda e a Companhia das Índias Ocidentais no tempo do domínio holandês no Brasil (Tomo XXII, p. 07-214) - 1968
- Dois antigos caminhos de sertanistas de São Paulo (Tomo XXIII, p. 07-100) - 1969
- Dados para a história dos índios Caiapó (Tomo XXIII, p. 101-147) - 1969
- Um governador reformista no São Paulo Colonial (Tomo XXIII, p. 09-53) - 1970